# آژانس حفاظت نیروی پنتاگون
آژانس حفاظت نیروی پنتاگون (انگلیسی: Pentagon Force Protection Agency);(PFPA) یک سازمان آمریکایی مجری قانون در وزارت دفاع ایالات متحده (DoD) می‌باشد. این سازمان، کار حراست و حفاظت از ساکنان، مراجعان، و زیرساخت‌های پنتاگون مانند ساختمان مرکز مارک، مرکز بهداشت وزارت دفاع و دیگر اماکن متعلق به پنتاگون را برعهده دارد.
این مأموریت توسط پرسنل و سرویس‌های زیر اجرا می‌شود: پلیس اجرای قانون (پلیس پنتاگون ایالات متحده)، تحقیقات جنایی، مأموران سرویس‌های حفاظتی؛ مأموران مدیریت تهدید شامل تکنیسین‌های شیمیایی، میکروبی، تشعشع هسته ای، هسته ای و مواد منفجره؛ ضد تروریسم؛ نیروی حفاظت و پرسنل امنیت فیزیکی.

## انتصاب مدیران ۲۰۰۶–۲۰۱۶
در اواخر سال ۲۰۱۶ جاناتان کوفر به‌عنوان سومین مدیر آژانس حفاظت نیروهای پنتاگون منصوب شد. این انتصاب در حالی بود که استیون ای کالوری مدیر آژانس حفاظت نیروهای پنتاگون، که یک منصب ارشد سرویس اجرایی در دفتر مدیرکل اداری و مدیریت بود، بازنشسته گردید. قبل از آخرین انتصاب او، کالوری(Calvery) به‌عنوان مدیر اعمال قانون و امنیت در وزارت داخله خدمت می‌کرد. کالوری از دانشگاه مریلند با مدرک لیسانس در رشته مدیریت بازرگانی فارغ‌التحصیل گردید.
در اول می ۲۰۰۶، کالوری به‌عنوان مدیر آژانس حفاظت نیروهای پنتاگون برگزیده شد. وی مسئولیت داشت تا خدمات فراگیری را جهت حفاظت از مردم، امکانات، زیرساخت‌ها و سایر منابع متعلق به محدوده پنتاگون و مایملک وزارت دفاع در منطقه نشنال کاپیتال ارائه دهد. با چنین حیطه عملی، وی اختیارات وزارت دفاع را بر اساس قانون 2674U.S.C نسبت به نیروی حفاظت، امنیت و نیروهای اجرای قانون بکار گرفت. او افسر اصلی ارتباط وزارت دفاع با دولت و مقامات محلی بود و به‌طور مستقیم با مجموعه‌های وزارت دفاع و سایر قسمت‌ها و آژانس‌های اجرایی در انجام مسئولیت‌ها و وظایف تعیین شده مراوده داشت.
اولین مدیر آژانس حفاظت نیروی پنتاگون جان نستر جستر جونیور بود که قبلاً به عنوان رئیس پلیس پنتاگون خدمت کرده بود.
تحت هدایت و راهنمایی‌های مدیر سابق استیون کالوری و مدیر فعلی جاناتان کوفر، آژانس حفاظت نیروی پنتاگون، قابلیت‌های تجزیه و تحلیل‌های اطلاعاتی حفاظتی جامعی را فراهم کرده‌است. این، شامل تحلیل‌های مربوط به تحلیل تهدیدات، تحقیق تهدیدات، و سرویس‌های اطلاعات جنایی برای حفاظت از تأسیسات پنتاگون، کارکنان و پرسنل ارشد وزارت دفاع می‌شود. آژانس حفاظت نیروی پنتاگون که در منطقه کلان‌شهری واشینگتن مستقر است با سایر جوامع اجرای قانون و اطلاعاتی فدرال ارتباط دارد و ارزیابی و تحقیق حول تهدیدات برای حفاظت را با جزئیات هدایت می‌کند.